# Tunberht (évêque de Hexham)
Pour les articles homonymes, voir Tunberht.
Tunberht, Tunbeorht ou Trumbert est un religieux anglo-saxon de la deuxième moitié du VIIe siècle.

## Biographie
Moine à l'abbaye de Ripon à l'époque de Wilfrid, Tunberht est nommé évêque de Hexham en 681 par l'archevêque Théodore,. Il est déposé quelques années plus tard, en 684 ou 685, et remplacé par Cuthbert, sans que l'on en sache la raison.
Tunberht est le frère de Ceolfrith, l'abbé de Monkwearmouth-Jarrow. Il est également abbé du monastère de Gilling, soit avant, soit après sa déposition.